# Obrium bifasciatum
Obrium bifasciatum är en skalbaggsart som beskrevs av Martins och Maria Helena M. Galileo 2004. Obrium bifasciatum ingår i släktet Obrium och familjen långhorningar. Inga underarter finns listade i Catalogue of Life.